# Mr. Phil
Mr. Phil, pseudonimo di Philip Preston (Londra, 12 dicembre 1980), è un beatmaker e disc jockey italiano di origine inglese.
Con sei album all'attivo e numerose collaborazioni importanti, Mr. Phil è tra i beatmaker più apprezzati nel panorama italiano, e vanta diverse produzioni considerate di qualità, alcune già divenute dei classici dell'hip hop italiano: la sua produzione maggiormente ricordata ed elogiata è infatti Piombo e fango, singolo in collaborazione con Danno, Lord Bean e DJ Double S, presente nell'album del 2006 Guerra fra poveri.

## Biografia
Si trasferisce a Roma quando aveva 13 anni, in seguito apre un proprio studio di registrazione e qui produce per rapper come Jeru the Damaja, Afu-Ra, Bassi Maestro, Amir, Maylay Sparks e Colle der Fomento.
Nel 2002 fonda la CitySound Crew dove oltre a lui e Amir collaborano anche Dj Baro, Dj Double S, Dj Kokob e Gaspar. Collabora con Radio Centro Suono, e nel luglio 2004 realizza con Amir l'album Naturale.
Nel 2005 Mr. Phil pubblica il suo primo album solista dal titolo Kill Phil per Vibrarecords. Nel 2006 Mr. Phil fa uscire Guerra fra poveri, album che passa alla storia, anche grazie al singolo Piombo e fango, in collaborazione con Danno, Lord Bean e DJ Double S, divenuto presto un classico del genere.
Mr. Phil ha anche continuato a collaborare con Amir, producendo il brano Gli scrivo la fine dall'album Uomo di prestigio del 2006.
A sette anni dall'ultimo album solista, Mr. Phil pubblica Poteri forti, disco che presenta 22 tracce e tantissime collaborazioni, ma che non è apprezzato dalla critica come il precedente.
Seguiranno gli album NXN nel 2014 e Kill Phil 2 nel 2017.
Nel 2018 pubblica Neomelodicgangstabeats, il suo primo album strumentale. Album formato da dieci tracce strumentali realizzate esclusivamente con campioni neomelodici napoletani degli anni '70 e '80. In copertina sono presenti i volti di Mario Merola e Mario Trevi. Il 24 settembre 2018 pubblica l'album Medusa, realizzato in collaborazione con Lanz Khan.

## Discografia parziale

### Con Amir
- 2004 - Naturale (Vibrarecords)

### Con Lanz Khan
- 2018 - Medusa

### Come solista
- 2005 - Kill Phil (City Sound)
- 2006 - Guerra fra poveri (Vibrarecords)
- 2013 - Poteri forti
- 2014 - NXN
- 2017 - Kill Phil 2
- 2018 - Neomelodicgangstabeats